# 铜错金银四龙四凤方案
铜错金银四龙四凤方案，中国古代战国时期文物，1977年出土于中国河北省平山县三汲公社（今上三汲乡）的中山王墓，现藏于河北博物院。该器物的器形为“案”，又称，是古人所用小桌。方案为青铜材质，镶嵌有金银纹饰，出土时漆制的案面已经腐朽。2002年1月18日，被国家文物局收录进《首批禁止出国（境）展览文物目录》，属于禁止出境展览文物。2011年被评为河北省博物院馆藏“十大珍宝”之一。

## 出土
1974年10月，河北省平山县农民在大规模平整农田过程中，从附近一些被怀疑是古墓的大土丘上取土，对古墓造成了破坏，所以考古人员决定打开墓葬，进行抢救发掘。经考察，考古队在平山县三汲乡东部发现了中山灵寿故城。城址分东、西城，西城北部为中山王陵墓区。其后，考古人员开始对陵墓区进行发掘。1977年，铜错金银四龙四凤方案于一号墓，也就是中山王墓中被发掘出土。

## 外形工艺
该方案通高36.2厘米，上框边长47.5厘米，环座径31.8厘米，重18.65公斤。周身饰错金银花纹，错金银又称金银镶嵌，指的是在器物表面上镶嵌金银丝的工艺。方案是先将各部分分铸后，再铆接和焊接而成的，一些曲度较大的构件则是用接铸或失蜡法铸成的。据统计，器物的整个图案零件共使用了186块陶范，而各个零件的铸焊接共有40个铸接点和60个焊接点。
方案最下方是四头梅花鹿，两公两母按顺时针分立方案的四个方向，鹿头扭转朝外，四肢蜷曲呈侧卧姿势。鹿背上驮一圆环形底座，环座上是半球形的弧面，弧面上有四龙四凤。四条龙分布于梅花鹿的正上方，独首双尾，上吻托住斗拱，双尾向两侧盘环反勾住头上双角。四凤双翅聚于中央连成半球形，凤头分别位于龙身蟠环纠结之间，从龙尾纠结处引颈而出。斗拱上方承载一方形案框，斗拱和案框都装饰有勾连云纹。案框中原为漆板案面，已腐朽不存。该方案是斗拱造型的早期实物之一。

## 铭文
方案案框一侧沿口上刻有铭文十二字：“十四祀，右车，啬夫郭，工疥”，为器物铸造时间，以及铸造人和监工的名字，大意为“（中山王）十四年，右车工匠‘郭’制作，监工人‘疥’”。